# 23 de maig
El 23 de maig és el cent quaranta-tresè dia de l'any del calendari gregorià i el cent quaranta-quatrè en els anys de traspàs. Queden 222 dies per a finalitzar l'any.

## Esdeveniments
Països Catalans
- 1808 - València: s'hi esdevé una revolta contra l'ocupació francesa (guerra del Francès).
- 1825 - Badalona: L'església de Santa Maria es crema fortuïtament durant la Pasqua Granada.[1]
- 1896: la Direcció General de Correus i Telègrafs prohibeix parlar en català per telèfon.[2] Una setmana més tard es revocà l'ordre.[3]
- 1843, Tortosa: Inauguració oficial del Camp Municipal de Tortosa.[4]
- 1981, Barcelona: es produeix l'assalt al Banco Central que s'allargà més de 37 hores al centre de la ciutat.
- 2016, Vila de Gràcia: El desallotjament del Banc Expropiat acaba amb enfrontaments entre manifestants i Mossos d'Esquadra.

Resta del món
- 844 - Emirat de Còrdova: Batalla de Clavijo. Enfrontament llegendari entre les tropes de Ramir I d'Astúries i les de Abd al-Rahman II, amb victòria final cristiana.[5]
- 1200 - Port-Mort (Regne de França): Casament entre el príncep Lluís i Blanca de Castella.[6]
- 1618 - Praga: protestants txecs defenestren funcionaris imperials de la ciutat, en el que es considera l'inici de la Guerra dels Trenta Anys.[7]
- 1706 - Ramillies (Brabant Való, Bèlgica): l'exèrcit aliat venç als francesos en la batalla de Ramillies, després de la qual aquest ocuparà Flandes durant la Guerra de Successió Espanyola.[8]
- 1752 - Buenos Aires (l'Argentina): s'enfonsa la major part de la catedral.[9]
- 1945 - Harvard University (EUA): la Harvard University forma un comitè ad hoc per a investigar les activitats homosexuals al centre; dues setmanes després, n'expulsen alguns estudiants.
- 1949 - Alemanya: es promulga la Llei fonamental per a la República Federal d'Alemanya, que estableix la República Federal d'Alemanya.
- 1992 - Carini, Sicília: és assassinat en un atemptat de la màfia el jutge Giovanni Falcone.

## Naixements
Països Catalans
- 1843 - Girona: Joaquim Vayreda i Vila, pintor català (m. 1894).[10]
- 1905 - Banyeres del Penedès: Josep Cañas i Cañas, escultor i dibuixant (m. 2001).[11]
- 1920 - Junedaː Maria Dolors Sabaté i Andreu, infermera, llevadora i dirigent de moviments de cristians obrers (m.1999).[12]
- 1923 - Barcelona: Alícia de Larrocha, pianista catalana (m. 2009).[13]
- 1924 - Barcelona: Rosalia Guilleumas i Brosa, bibliotecària, filòloga i directora de l'Escola de Bibliologia, de la Biblioteca de Catalunya, del Servei de Biblioteques de la Diputació de Barcelona i de la Biblioteca de la Universitat de Barcelona.[14]
- 1925:
  - Tàrrega: Lluís Trepat i Padró, pintor català (m. 2022).
  - Palma: Josep Maria Llompart de la Peña, poeta, assagista, activista cultural, crític literari, editor i traductor mallorquí (m. 1993).[15]
- 1930 - Mollet del Vallès: Jordi Solé i Tura, advocat, polític català (m. 2009).[16]
- 1948 - Terrassa: Àngels Poch i Comas, actriu catalana.[17]
- 1962 - L'Alguer: Franca Masu, cantant sarda que encapçala el ressorgiment de la cançó catalana a l'Alguer.[18]
- 1974 - Figueres: Mónica Naranjo, cantant catalana.[19]

Resta del món
- 1707 - Uppsala, Suècia: Carl von Linné, científic suec “pare” de la sistemàtica (m. 1778).[20]
- 1741 - Motta di Livenza (Itàlia): Andrea Luchesi, organista i compositor (m. 1801).[21]
- 1794 - Praga: Ignaz Moscheles, pianista i compositor txec (m. 1870).[22]
- 1810 - Cambridge, Massachusettsː Margaret Fuller, filòsofa i periodista estatunidenca, activista pels drets de les dones (m. 1850).[23]
- 1834 - Lupión, Jaén: Amalia Ramírez, cantant espanyola, soprano (m. 1918).[24]
- 1866 - Villeneuve-l'Etang, Alts del Sena: Ellen Ridgway, jugadora de golf i filantropa estatunidenca (m. 1934).[25]
- 1891 - Växjö, Suècia: Pär Lagerkvist, escriptor suec, Premi Nobel de Literatura 1951 (m. 1974).[26]
- 1892:
  - Stuttgart: Benita Koch-Otte, teixidora, dissenyadora i artista tèxtil alemanya, alumna de la Bauhaus (m. 1976).[27]
  - Bilbao: Rafael Moreno Aranzadi, Pichichi, futbolista basc (m. 1922).
- 1908 - 
  - Madison, Wisconsin (EUA): John Bardeen, físic nord-americà, Premi Nobel de Física de 1956 i de 1972 (m. 1991).[28]
  - París: Hélène Boucher –Léno–, coneguda aviadora francesa pionera (m. 1934).[29]
- 1910 - Nova York: Artie Shaw, clarinetista de jazz i director d'orquestra (m. 2004).[30]
- 1925 - Montclair, Nova Jersey (EUA): Joshua Lederberg, microbiòleg estatunidenc, Premi Nobel de Medicina o Fisiologia de l'any 1958 (m. 2008).[31]
- 1928: 
  - Shelford, Cambridge, Regne Unit: Nigel Davenport, actor de teatre, cinema i televisió.
  - Maysville (Kentucky), EUA: Rosemary Clooney, cantant i actriu estatunidenca (m. 2002).[32]
- 1930 - Belgrad: Aleksandar Matanović, Jugador d'escacs serbi (m. 2023).
- 1950 - Derry: Martin McGuinness, polític irlandès, viceministre principal d'Irlanda del Nord i comandant de l'Exèrcit Republicà Irlandès (m. 2017).
- 1953 - Butare, Ruanda: Agathe Uwilingiyimana, política ruandesa, primera cap de govern femenina de Ruanda.[33]
- 1964 - Istanbul: Ali İsmet Öztürk, pilot turc d'acrobàcia aèria.
- 1973 - Xangai: Pauline Chan Bo-Lin, actriu de cinema.
- 1987 - Brooksville: Bray Wyatt, lluitador estatunidenc (m. 2023).

## Necrològiques
Països Catalans
- 1423 - Peníscola: Benet XIII (Papa Luna), cardenal i papa en l'obediència d'Avinyó (n. 1394).[34]
- 1984 - Madrid: Selica Pérez Carpio, mezzosoprano valenciana dedicada a la sarsuela (n. 1900).[35]
- 1997 - Palma: Remígia Caubet, escultora figurativa mallorquina (n. 1919).[36]
- 2004 - Barcelona: Ramon Margalef, ecòleg català (n. 1919).[37]
- 2014 - Barcelona: Miquel Caminal i Badia, politòleg català (n. 1952).[38]
- 2016 - Ibi: Álvaro de Tibi, mestre d'escola i pilotari valencià (n. 1973).[39]

Resta del món
- 779 - Chang'an (Xina): Emperador Daizong de Tang (xinès: 唐代宗), va ser el vuitè emperador de la Dinastia Tang i va regnar entre el 762 i el 779. El seu regnat va estar especialment marcat pel creixement del poder dels eunucs dins la Cort (n. 727).[40]
- 1627 - Còrdova: Luis de Góngora y Argote, poeta i dramaturg del Segle d'Or espanyol.[41]
- 1776 - París: Julie de Lespinasse, escriptora i amfitriona d'un saló promotor del moviment enciclopedista.[42]
- 1842 - Madrid (Espanya): José de Espronceda i Delgado, escriptor del Romanticisme espanyol, alhora que diputat progressista (n. 1808).[43]
- 1876 - Eslovàquia: Janko Kráľ poeta romàntic eslovac de la generació de Ľudovít Štúr.
- 1886 - Berlín (Alemanya): Leopold von Ranke, historiador alemany, un dels més importants historiadors del segle xix i considerat comunament com el pare de la historiografia científica (n. 1795).[44]
- 1905 - Melrose: Mary Livermore, infermera, periodista, sufragista i reformista nord-americana (n. 1820).[45]
- 1906 - Skien, Noruega: Henrik Ibsen, dramaturg noruec (n. 1828).[46]
- 1917 - Alger, Colònia algeriana de França: Ranavalona III, darrera reina de Madagascar (n. 1861).[47]
- 1918 - Oscar de Lagoanère compositor i director d'orquestra francès del Romanticisme.
- 1921 - Madrid, Espanya: Fernando Primo de Rivera i Sobremonte, va ser un militar i polític espanyol.
- 1937 - Richford, Nova York (EUA): John D. Rockefeller, empresari i filantrop estatunidenc. Fundador de la Standard Oil Company, que dominà durant anys la indústria del petroli, fou un dels primers grans empresaris estatunidencs (n. 1839).[44]
- 1945 - Lüneburg (Alemanya): Heinrich Himmler, polític de l'Alemanya Nazi i cap dels SS. (n. 1900).[48]
- 1961 - Sydney, Austràlia: Adela Pankhurst, militant política sufragista (n. 1885).[49]
- 1981 - l'Havana, Cuba: Laura Allende Gossens, política xilena (n. 1911).[50]
- 1992 - Carini, Sicília: Giovanni Falcone, jutge italià (n. 1939).[51]
- 2009 - Hamilton, Nova Zelanda: Margaret Ann Chapman, limnòloga, primera dona a dirigir una expedició científica a l'Antàrtida.[52]
- 2011 - Zúric, Suïssa: Elisabeth Eidenbenz, filantropa suïssa, creadora de la Maternitat d'Elna (n. 1913).[53]
- 2013 - Niça, França: Georges Moustaki, cantautor.[54]
- 2015 - Nova Jersey, Estats Units: John Forbes Nash, matemàtic i professor universitari nord-americà guardonat amb el Premi Nobel d'Economia l'any 1994 (n. 1928).[55]
- 2017 - Suïssa: Roger Moore, actor britànic, conegut per interpretar dos herois d'acció britànics, Simon Templar i James Bond. (n. 1927)

## Festes i commemoracions
Església Catòlica
- Sants al Martirologi romà (2011): Desideri de Langres, bisbe; Siagri de Niça, bisbe; Miquel de Sínnada, bisbe.
- Sants Desideri de Viena i Basili de Braga, bisbes.
- Servent de Déu Girolamo Savonarola
- Ramon Folc de Cardona, venerats a l'Orde de la Mercè

Església Ortodoxa
Se celebren els corresponents al 5 de juny del calendari gregorià. Corresponen als sants del 10 de maig del calendari julià litúrgic:
- Sant Simó el Zelota, apòstol i santa Taís d'Alexandria.

Església Copta
- 15 Baixans: sant Simó el Zelota.

Església Episcopal dels Estats Units
- Nicolau Copèrnic i Johannes Kepler, astrònoms.